# 妇好
妇好，又稱帚子、婦子、帚好，庙号辛，一般认为好是名或姓（即姓子），妇是职位称呼，她是中国历史上有文字记载（甲骨文）的最早的女政治家、军事家。

## 生平事迹
妇好的事跡主要來源自殷墟的商朝甲骨文记载，次數达2000多次以上。这些記載显示妇好不仅是当地商方最高等级的女祭司，还是一位善于打仗的女将军，殷墟的甲骨文记录了她攻克了周边诸多方国，这在历史上都是罕见的。

## 墓冢发现
从妇好墓发掘甲骨文中发现，妇好多次主持部族祭祀，并提供牺牲。妇好经常主持祭天、祭先祖、祭神泉等各类祭典（祭天一次；祭泉一次）。
另外一个不同寻常的地方是，在妇好墓发掘出的甲骨中，记录她领导了多场军事行动，这说明武丁期间商方对周边方国进行过一系列的战争。譬如土方与妇好的商方常年交战，而妇好最终在一次决定性战役中击败他们，灭亡了土方。之后她又攻打了临近一些部落和巴，后者是中国历史上最早记载的伏击战。妇好多次担任统帅带兵出征，最多的一次曾经统领13,000人的大军【存疑，据《英国所藏甲骨集》片号：150，之上的卜辞显示，妇好统兵仅3000人，另一名商朝大将“旅”统兵万人】。她的赫赫战功显示，是当时最为杰出的将领之一。
这个情况雖然不合常理，但是已經透過许多出土文物（包括出土自她的坟墓的战斧，祭祀用的青铜鼎和大量甲骨片）得以确认。在墓葬中，还有发现很多尚未刻字的空白甲骨片，证明妇好有刻写甲骨文的能力。

## 身后
她死于武丁之前，她死后武丁为她在殷墟的边界处建造了妇好墓并进行了大量献祭，据说他希望妇好的灵魂能保佑商方在贡方进攻中活下来，当时的龙方扬言要彻底撕碎商方。

## 甲骨文的記載
根据甲骨文记载，武丁曾经占卜，测算妇好怀的是男胎还是女胎。卜辞里还有贞问妇好牙病的卜辞（妇好弗疾齿）。
殷墟卜辭中，關於婦好的記載約有二百餘條，其中絕大部份屬於武丁時期，小部份屬於武乙文丁時期，中間相隔一百年。張政烺認為婦好是世婦，一種世襲女官，因此不只武丁時期一個婦好。武丁時代的婦好，原是宗廟中掌管祭禮的多婦，之後成為武丁的妻子。

## 考古发掘与开放
考古学家在1976年在河南安阳小屯西北殷墟发掘了妇好墓，出土1928件文物，如青铜器和玉器。她埋于生漆製的棺木中。
妇好墓现在对公众开放，在墓前为她立有雕像，这是中国最早的文字文物最丰富的出土墓葬，妇好的事迹成为当地人的骄傲和旅游热点。

## 質疑
璩效武《甲骨文字辨析》以為當釋讀為「長儒」，是商代的官銜名稱，主管一族子弟教育的商朝高級文官，並兼管治銅廠。由於此官位高權重，先後有幾位商王任命過此職，小辛時期，一位長儒因收受賄賂而被撤職查辦，之後此官職不再出現。

## 相关文艺作品

### 電視劇
- 《婦好傳》：北京坤林影視文化傳媒有限公司出品的一部電視劇，劉濤飾演婦好。

### 電影
- 《封神第二部：戰火西岐》：烏爾善導演電影，那爾那茜飾演鄧嬋玉，形象取材自婦好[14]。

### 小說
- 《巫王志》：婦好為子姓，名巧。

### 电子游戏
- 《軒轅劍外傳 穹之扉》：在该游戏中，妇好姓子，名巧。

## 註解
1. ↑  商代的婦某的某可以省女旁，「好」可省略為「子」，甲骨學者對此無異議。丁山、唐蘭認為是姓，而裘錫圭認為是族氏，曹定雲認為是國名或地名。[3]